# Блаце (община Ибрахимово)
Вижте пояснителната страница за други значения на Блаце.
Блаце (на македонска литературна норма: Блаце) е село в община Ибрахимово (Петровец) на Северна Македония.

## География
Селото се намира в областта Блатия.

## История
Църквата „Свети Георги“ е от XVI или XVII век.
В края на XIX век Блаце е село в Скопска каза на Османската империя. Според статистиката на Васил Кънчов („Македония. Етнография и статистика“) към 1900 година в Блаца Мечъ живеят 315 българи-християни.
В началото на XX век цялото население на селото е под върховенството на Българската екзархия. По данни на секретаря на екзархията Димитър Мишев („La Macédoine et sa Population Chrétienne“) в 1905 година в Блаце има 360 българи екзархисти и в селото фукционира българско училище.
Според преброяването от 2002 година селото има 29 жители македонци.
На 12 януари 2008 г., в близост до селото се разбива хеликоптер МИ-17 на Армията на Република Македония. С него пътуват 11 военнослужещи на Армията на Република Македония, завръщащи се от шестмесечна мисия в Босна и Херцеговина. Всички пътуващи в хеликоптера загиват.

## Етнографски характеристики
В 1942 – 1943 година селото е посетено от Христо Вакарелски, който описва някои от етнографските му особености. Вакарелски определя хора̀та в селото като бързи, подобни на ръченицата, включително и като мелодия. Играят се бързо, подобно на хората в Кулско и в други райони на Северозападна България. Около 1912 година, може би под влияние на сръбската култура, е въведен в Блаце музикалният инструмент тупан. По време на празниците Гергьовден и Свети Николай летни се провежда шествието „Покръсти“, по време на което се пее едноименната характерна песен. Докато се пее, хората вървят и ръсят със светена вода. Самото шествие е с носене на венци и на четири икони, които се носят от предните редици на шествието.

## Личности
Родени в Блаце
- Трайко Кузманов, български общественик, през Първата световна война награден с орден „Св. Александър“ за укрепване на националния дух в Македония[7]